# Mijn kleine oorlog
Mijn kleine oorlog is een roman van de Vlaamse schrijver Louis Paul Boon, geschreven tussen 1944 en 1945 en voor het eerst uitgegeven in 1947. De roman bestaat uit een dertigtal fragmentarische kronieken over het leven in de voorstad van de Vlaamse stad Aalst ten tijde van de Tweede Wereldoorlog. Elk hoofdstuk eindigt met enkele cursief gedrukte aforismen. In de korte verhaaltjes van Mijn kleine oorlog beschrijft Boon de Tweede Wereldoorlog van de kleine man en schrijft hij over onderwerpen als collaboratie en verzet. Dit boek wordt gezien als het beginpunt van Boons literaire vernieuwing, die met zijn latere roman De Kapellekensbaan (1953) definitief gestalte krijgt.

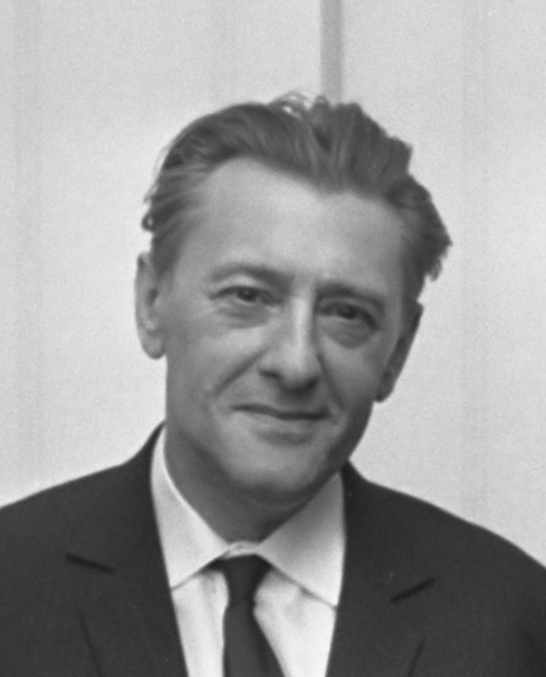
Louis Paul Boon in 1967

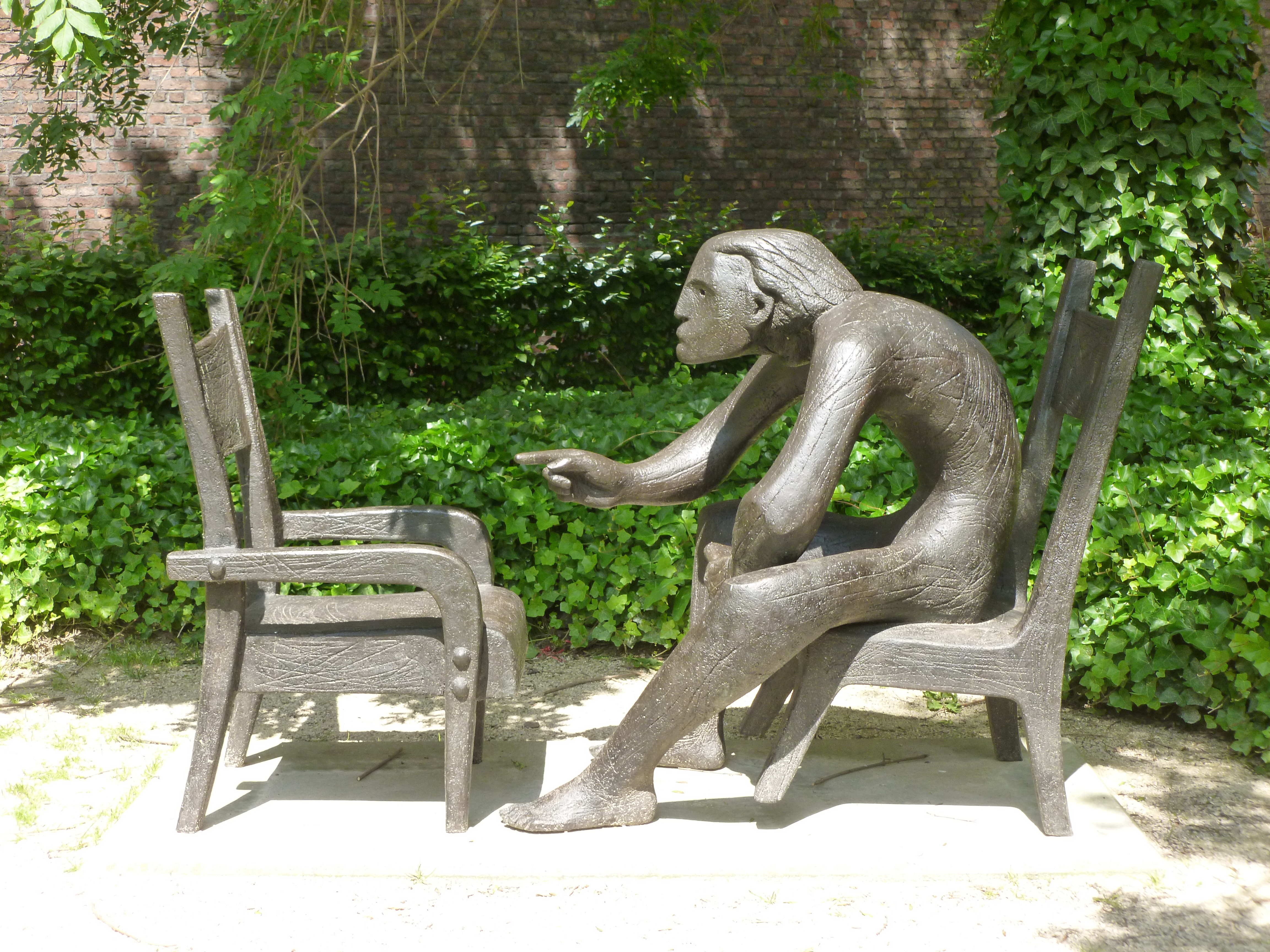
Monument voor Boon bij het Stedelijk Museum van Aalst

## Geschiedenis
In 1944-1945 verscheen onder de titel Mijn kleine oorlog in het weekblad Zondagspost een reeks kronieken van de Vlaamse schrijver Louis Paul Boon. Het jaar daarop wilde de Nederlandse uitgeverij Het Kompas de reeks als boek uitgeven en verzocht Boon om te proberen niemand minder dan Willem Elsschot te bewegen een inleiding te schrijven. Hoewel Elsschot de inleiding prompt aanleverde, zij is gedateerd 1 april 1946, kwam de uitgave niet tot stand. In 1947 verscheen het boek alsnog bij Boons eigen uitgeefster Manteau, met Elsschots inleiding. Zoals Boon ook aan Elsschot schreef, heeft hij de tekst van de tijdschriftserie bewerkt, maar vooral er allerlei fragmentarische aantekeningen aan toegevoegd. In 1960 verscheen een tweede druk, waarvoor Boon de tekst kuiste en vernederlandste. Ook voegde hij twee nieuwe hoofdstukken toe.
In 2002 verscheen de zogeheten Werkuitgave van het Louis Paul Boon-documentatiecentrum, welke alle drie de versies van het werk bevat en zelfs Boons oorspronkelijke schrift met aantekeningen. In Boons Verzameld werk is gekozen voor de eerste druk.

## Paratekst

### Titel
Op de eerste pagina van de roman, die buiten de eigenlijke handeling van de oorlogskroniek valt en als een soort woord vooraf fungeert, vinden we aanwijzingen over wat de titel van de roman kan betekenen. Op de eerste pagina, die Boon start met de woorden "ge schrijft uw kleine oorlog", reflecteert het personage van de schrijver over welk soort literatuur er over de oorlog geschreven kan en moet worden. De schrijversfiguur somt een aantal mogelijk denkbare reacties op de oorlog op en besluit dat de schrijver niet anders kan dan schrijven, zo is zijn natuur. Dan rest de vraag nog hoe een auteur dat hoort te doen. Mag het een boek over de kleine en alledaagse oorlog zijn, beleefd en gezien door de gewone man? Of hoort het een ander en meer visionair boek te zijn dat ook wel de oorlog door de ogen van de kleine man bekijkt, maar dan toch de grote oorlog die hem doet vloeken en bidden? De schrijver bekent dat hij liever dat grote boek had gepend, de zogenaamde bijbel van de oorlog. Maar het lukte niet, hij bleef bij het kleine oorlogsboek. Met alledaagse en korte anekdotes over de kleine man in een grote oorlog.

### Voorwoord
In de winter van 1946 vraagt uitgeverij Manteau aan Vlaams auteur Willem Elsschot een voorwoord te schrijven bij Boons Mijn Kleine Oorlog. Elsschot geniet dan al erkenning om zijn literaire en humane kwaliteiten en is ook populair in Nederland. Zo hoopt de uitgever meer potentiële lezers te overtuigen om het boek aan te schaffen. Daarnaast hebben beide auteurs nog een andere band: Elsschot geldt als een van Boons literaire ontdekkers. Wanneer de nog onbekende Boon het manuscript van De voorstad groeit in 1942 instuurt om kans te maken op de Leo J. Krynprijs, is Elsschot een van de juryleden. De jury besluit de prijs aan Boon uit te reiken, wat hem niet enkel een geldprijs van 10.000 Belgische frank oplevert, maar ook zijn eerste erkenning bij de literaire goegemeente. In zijn voorwoord herinnert Elsschot aan zijn tijd als jurylid en uit hij zijn appreciatie voor Mijn kleine oorlog. Verder roept de auteur de lezer ook op om niet op de onvolkomenheden van Boons tekst te letten, maar om voorrang te geven aan het hart dat deelt in het 'grootmenschelijk gevoel' van Boon. De inleiding is daarbij ook een poging om de lezer te verleiden om de choquerende taal en opvattingen van Boon als uitingen van een eerlijke en verontwaardigde idealist te interpreteren.

### Omslag
De eerste editie van Mijn kleine oorlog krijgt een relatief sobere omslag mee. Naast de naam van de auteur en de titel van de roman staat er ook een illustratie op de cover. Het lijkt alsof twee vissen in een plas water naast hun omgevallen kom zwemmen. De illustratie is een verwijzing naar De goudvisschen, een van de anekdotes uit de tekst. Daarin staakt een soldaat zijn vlucht met gevaar voor eigen leven om een omgevallen viskom in een ijswinkel op te rapen. Want "moest GIJ in die cremerie wonen en ge zoudt terugkomen van de vlucht, zoudt ge dan ook niet graag zien dat uw goudvisschen er nog stonden?" Terwijl Boon bij de eerste editie zijn aanklacht wil versterken, kiest uitgeverij Manteau ervoor om met de illustratie op de omslag in te spelen op het ontroerende en humane element. Zelf doet hij het verhaal met de goudvissen af als een verzinsel in het daaropvolgende cursieve gedeelte. De illustratie is van de hand van kunstpaus en culturele duizendpoot Paul-Gustave Van Hecke. Rechts onderaan prijkt zijn handtekening, een hoofdletter 'g'. In de flaptekst van de roman staan wervende quotes van docent en auteur André Demedts en van dichter en journalist Leo Boekraad.

## Synopsis
In Mijn kleine oorlog is geen eenduidig, laat staan afgewerkt plot te vinden. Het boek is als een mozaïek: ieder hoofdstuk belicht een facet van het leven tijdens en vlak na de Tweede Wereldoorlog. Voor zover bekend staan de stukjes wel in chronologische volgorde.
Ondanks het fragmentarische gehalte zijn er wel degelijk een aantal rode draden aan te wijzen. Zo leven we in een aantal stukjes mee met de ik-verteller (af en toe aangeduid als Louis en een enkele keer als Boon) tijdens zijn periode als soldaat. Door zijn ogen zien we het lichamelijke en geestelijke lijden van zijn collega-militairen, en we bewegen met hem mee door verwoeste dorpen en steden.
In andere stukjes is de ik-figuur thuis bij zijn vrouw (bijv. Roode nacht). Het wordt duidelijk dat je tijdens de oorlog zelfs in je eigen huis niet veilig bent: er heerst aanhoudende angst vanwege de voortdurende dreiging van bombardementen.
Verder voert Boon enkele burgerlieden op, aangeduid met hun achternaam (bijvoorbeeld Van den Borre) of met een bijnaam (bijvoorbeeld ‘de oude ekster’). Hij laat zien hoe zij te midden van de oorlog een mengeling van overlevingsdrang en bekrompenheid tentoonspreiden. Bijvoorbeeld het hoofdstuk Kleine kolendieven illustreert hoe verschillende bevolkingsgroepen ieder op hun eigen manier kolen van goederentreinen stelen.

## Personages
Het fragmentarische karakter van Mijn kleine oorlog zorgt ervoor dat er niet echt sprake is van uitgewerkte personages, laat staan van een duidelijk onderscheid tussen een hoofdpersonage en bijpersonages. De ik-figuur komt het vaakst voor, maar hij is niet welomlijnd. Hij heet hier en daar Louis, wat associaties met de auteur oproept; maar soms wordt de ik een gij en lijkt hij de lezer aan te spreken. De ik-figuur representeert ons allen. Het laatste hoofdstuk, Self-defense, stelt het pregnant: "Als ik in dit boek altijd ‘ik’ zegde dan was dat zomaar een manier van voorstellen, dat ‘ik’ betekende veel meer gij – gij arme kleine vertrapte gehoonde bespuwde en met beloften gepaaide kleine man […]"
De meeste hoofdstukken beginnen met een aanloopje, waarin de ik-verteller de lezer laat kennismaken met een ander personage, waarna de lotgevallen van dat personage verteld worden. In een derde van de verhalen blijft de ik-verteller ook na het aanloopje aanwezig. Soms blijft de ik-verteller zelfs het belangrijkste personage van het desbetreffende hoofdstuk. De ik-figuur geeft zijn gedachten en emoties weer. Soms neemt hij meer afstand en registreert hij de zaken objectief als een camera. De ik-verteller is het beeld van Boon als auteur, maar hij treedt ook op als personage: er is een relatie van identiteit tussen die drie instanties. De ‘gij’ en ‘ik’ verwijzen naar het schrijvende vertellerspersonage en het lezerspersonage, die deelnemen aan de handeling en tegelijk van buitenaf er tegenaan kijken. De ‘ik’ is afwisselend en soms tegelijk zowel getuige als personage. Dat vergroot de authenticiteit en het realisme.
Het heeft geen zin om alle personages een voor een te beschrijven. Het zijn er te veel: slechts enkele personages komen in meer dan één hoofdstuk voor. Bovendien is er geen enkel personage inhoudelijk uitgewerkt. Eerder representeert ieder personage een bepaalde groep. Interessanter is om naar die groepen te kijken. Boon maakt zelf geen expliciete indeling, dus welk onderscheid wordt gemaakt is deel van de interpretatie. Zo is er de klasse van de kleine man te herkennen, die ondanks de ellende van de oorlog zijn best blijft doen. Voor de meest authentieke figuren binnen die groep heeft de ik-verteller het meeste respect. Desondanks lijdt iedere kleine man aan moreel verval; niemand blijft onbesmet in de drang om te overleven.

## Structuur
Mijn kleine oorlog bestaat uit een losse structuur, met fragmenten van circa drie bladzijden. Het boek is geschreven in dagboekvorm en de fragmenten zijn grotendeels chronologisch geordend en vormen geen sluitend geheel. Elk fragment wordt op zijn beurt verder onderverdeeld in een hoofdanekdote en losse cursiefjes, ongewoon, vanuit een volks perspectief geschreven, "cursief gezette aanzetten tot verhaaltjes, losse notities". Omdat de kronieken eerst gepubliceerd werden in journalistieke setting, vertonen ze weinig samenhang; ze vormen samen een panorama. Het geheel is dus sterk verbrokkeld en bestaat in zijn totaliteit uit herinneringen, anekdotes, brieven, beschouwingen, etc. Deze verbrokkeling hangt samen met het verbrokkelde, gefragmenteerde wereldbeeld dat na de Tweede Wereldoorlog ontstond. Die verbrokkelde structuur kan slechts gedeeltelijk de waarheid weergeven, maar zo lijkt het wel alsof het om getrouwe documentatie draait. De realiteit is dus volgens Boon een reeks brokstukken die niet langer meer samengebracht kunnen worden als een sluitend geheel.

### Vertelstructuur
Na de Tweede Wereldoorlog werd er geëxperimenteerd met het verhaal door nieuwe dingen uit te proberen met tijd, ruimte, personage en handeling. De experimenten met romanstructuren dienden om een antwoord te vinden op de nieuwe gefragmenteerde werkelijkheid die na de Tweede Wereldoorlog verwarring zaaide onder schrijvers. Boon droeg zijn steentje bij aan dit experiment door de rol van de verteller dubbelzinnig te maken en zo de autoriteit van die verteller te verkleinen.
De verteller heeft de touwtjes in handen en manipuleert zijn personages. Hij kan zichzelf gelijkschakelen met zijn personages, of afstand nemen van hen, maar hij kan ook afstand nemen van zichzelf. De verteller doorbreekt dan ook regelmatig de chronologische afwikkeling van de kronieken om via 'emotionele en moraliserende commentaar' zijn eigen binnenwereld te tonen. In het boek worden humor en ernst voortdurend met elkaar vermengd en dat is mogelijk doordat de verteller zich kan distantiëren van zijn personages en van zichzelf, maar toch betrokken blijft bij wat er gebeurt. Juist omdat de verteller betrokken blijft en zich op dezelfde lijn zet als zijn personages, geeft hij de ontoereikendheid van fictie aan en probeert hij die te doorbreken, waardoor hij ook aan geloofwaardigheid wint. Een andere manier om aan geloofwaardigheid te winnen is doordat de verteller zichzelf niet alleen gelijk schakelt met de personages, maar ook met de lezer, want dat lokt bijval en solidariteit uit. De verteller gebruikt dit "vaardig en complex spel" om aan te tonen dat de zienswijze in Mijn Kleine Oorlog niet rechtlijnig en eenduidig is. Daarnaast zijn deze meta-commentaren van de verteller een manier om aan te tonen dat "het boek een bewuste, retorische, literaire constructie is".
Die metaverteller speelt een invloedrijke rol in de roman: hij heeft een belangrijke functie en wordt zelfs gewichtiger naarmate de roman vordert. Die functie bestaat erin twijfel en literaire gewetensvragen van de verteller te representeren; hij vertegenwoordigt de hele conflictstof van de roman. De vertelinstantie bestaat dus uit de verteller en de metaverteller, twee verschillende en tegenstrijdige aspecten die op ieder moment gelijktijdig aanwezig zijn.
In de proloog wordt de verhouding tussen de verteller en de auteur duidelijk gemaakt en dit geeft meteen aan dat het boek in ontoereikendheid en in tegenspraak is met zichzelf. Daardoor zit de roman vol contrasten en paradoxen en die zijn op hun beurt een bron van humor, sarcasme en woede. In de epiloog maakt het verhaal plaats voor een aantal reflecties van de verteller, zoals over het functioneren van literatuur. Het einde is met andere woorden een verzuchting over de problematiek van het vertellen. De verteller verheldert de functie van fictie, want die bestaat enkel uit verfraaiing en hij bespot "wereldvreemde letterkundigen".

## Setting
Bij veel stukjes in het boek is aan het begin nog niet duidelijk waar en op welk moment de scène zich afspeelt. In zijn verteldrift noemt de verteller eerst bijzaken, springt van de hak op de tak, om soms pas halverwege het stukje te laten zien wat de desbetreffende scène precies inhoudt.
Desondanks is duidelijk dat alle scènes zich tijdens en vlak na de Tweede Wereldoorlog afspelen. Hoewel de scènes voor zover bekend in chronologische volgorde staan, is niet duidelijk hoeveel tijd er tussendoor steeds verstrijkt. Dat bevordert een gevoel van vervreemding. Af en toe is er sprake van een flashback. Zo denkt de ik-figuur in Roode nacht terug aan zijn krijgsgevangenschap en vraagt zich af hoe het met een andere krijgsgevangene is afgelopen.
De verschillende stukjes spelen zich op verschillende locaties af, bijvoorbeeld in een stad waar juist gevochten wordt (De goudvisschen), rondom een slagveld (De grens), in een woonhuis (Roode nacht) of in een kazerne (Pseudo-hallucination en Naphtebak). De voortdurende wisseling van locatie geeft een vervreemdend effect en weerspiegelt het versplinterde leven van de oorlog. Ook laat die voortdurende wisseling, bijvoorbeeld van kazerne naar woonhuis, zien dat de oorlog overal plaatsvindt. De oorlog is zelfs doorgedrongen tot in de als veilig bedoelde ruimte van het eigen huis. Hierdoor wordt de Tweede Wereldoorlog een oorlog van de kleine man in de voorstad. Zo kan Boon zijn lezerspubliek confronteren met het kwaad van de mens en "onzen kapotten tijd"; door de kleine man in de voorstad te gebruiken wint het verhaal aan kracht en realiteit.

## Thema's en motieven
Tijdens het schrijven van Mijn kleine oorlog raakt Boon, dankzij de ideeën van Karl Marx en Friedrich Engels en de documenten over de Tweede Wereldoorlog, ervan overtuigd dat literatuur de hele wereld moet omvatten en dient aan te sluiten bij de actuele en maatschappelijke realiteit. Mijn kleine oorlog is dus Boons literaire antwoord op de historische werkelijkheid. Met zijn "boek over den oorlog", zoals Boon Mijn kleine oorlog noemt, wil Boon de mens een werkelijkheidsgetrouwe spiegel voorhouden en hem duidelijk maken dat de mens moreel een absoluut dieptepunt heeft bereikt."

### De zoektocht naar God
Mijn kleine oorlog is in eerste instantie een zoektocht naar God. Boon is op zoek naar een betere wereld. Hij is op zoek naar de nieuwe mens, de mens als God, omdat Boon gelooft in de opstanding na de totale destructie. In Eenvoudig verhaal informeert hij de lezer over zijn zoektocht naar God. Onder God verstaat de verteller 'L'age d'or', de toekomstwereld, de nieuwe mens, maar in plaats van God vindt hij de oorlog. De zoektocht ontaardt in een boek over de oorlog waarin Boon het moreel verval en de zelfdestructie van de mens beschrijft. God lijkt op sterven na dood. Toch gelooft Boon nog in die nieuwe mens. In Lof der boswell sisters is de mens voor hem het enige geslacht dat de Tweede Wereldoorlog wel eens zou kunnen overleven.

### De kapotte tijd
In Lof der boswell sisters beschrijft de verteller de Tweede Wereldoorlog als een kapotte tijd, als "een historie uit stukken en brokken" waar de Jazz de woede, de wanhoop en de vertwijfeling van deze kapotte tijd feilloos uitdrukt. Er is zelfs zo veel kapot, dat een van de personages in Self-defense het onwaarschijnlijk lijkt dat er binnen tien jaar een nieuwe oorlog zal komen, een gedachte waar hij troost uithaalt.
Meneer van den Borre is tekenend voor deze kapotte tijd. Van de uitgehongerde Van den Borre zijn na een bombardement enkel zijn overgebleven stukken bij elkaar geraapt en in de grond gestopt. Hij was dood en begraven, maar had geen graf, zoals velen van zijn tijdsgenoten.

### Het moraal van de kleine burgerman
Een derde motief is het moreel verval van de kleine burgerman. Dit verval stemt Boon steeds pessimistischer, vooral omdat hij gelooft in die nieuwe mens. De verteller beschrijft in Mijn kleine oorlog hoe zijn stadsgenoten de oorlog proberen te overleven en hij constateert dat de oude fatsoensnormen hun betekenis zijn verloren. Zo maakt de bakker in Piano te koop gretig misbruik van de ellende van de ander door in plaats van duur bloem, goedkope zemelen, gemalen kastanjes en gepelde haver te gebruiken. Elkaar bestelen wordt dagelijkse kost. Nadat de Duitsers, de zwarte brigade en de Belgen je brood spelen, zit er niets anders op dan vol schaamte zelf iemands brood te stelen. De mens raakt afgestompt door de oorlog, ook meneer van den Borre, die voor zijn dood niet over de oorlog spreekt, maar enkel aan zichzelf denkt, want "waarom zou hij in hoofdzaak aan de anderen hebben moeten denken?"
Ook de jeugd is niet vrij van zonden. Er is een gebrek aan idealisme bij de jongeren. De jeugd is "hol en leeg" en in het hoofdstuk Aan allen... klaagt de verteller over de "de meisjes [die] sigaretten smoren [...] die een te lange swingvest dragen en een te korte broek [...] en over doden spreken lijk over afgevallen blaren."

### De destructie van de mens
Hoewel Boon vurig hoopt op een 'L'age d'or', blijkt de mens toch niet opgewassen tegen de Tweede Wereldoorlog en zijn destructie. Ook na de overgave van nazi-Duitsland blijft de mens de mensheid vernietigen door twee atoombommen op Hiroshima en Nagasaki te gooien. Het zal volgens een van de personages dan ook geen tien jaar meer duren voordat er weer oorlog komt, vooral nu met die atoombom.
De opstanding van de mens blijkt helemaal niet zo realistisch als Boon tijdens het schrijven van zijn kroniekjes voor Zondagpost in eerste instantie dacht. Dit resulteert in een fellere toon in de later toegevoegde cursiefjes, waar de verteller twijfelt aan alles. "Ik twijfelde er aan of het aan dat arme simpele volk lag of aan de geldmuur of omdat er te veel geproduceerd werd, of dat dat het alleen een ziekte een deliriumtremens [...] was." Van één ding lijkt hij echter zeker. "Nooit trok die waanzin eens over de wereld [...] een Waanzin van de aarde-zélf [...]"
Om deze destructie van de mens realistisch weer te geven, deelt Boon zijn eigen belevenissen en de ervaringen van de mensen op hem heen, want "het schoonste woord is het woord van het volk." Zo beschrijft de verteller dat er twee verzetsjongens werden verraden, en daarom ondersteboven werden opgehangen aan hun voeten tot ze dood gingen. Of de trein van Dendermonde die wordt gebombardeerd en waar niks van overblijft: "al wie er in zat werd tegen de muur gesmakt zoodat men hen er met lepeltjes zou moeten afkrabben [...]."

### De confrontatie
Deze (zelf)destructie van de menselijkheid en dit moreel verval laten Boon inzien dat de kleine burgerman moet worden geconfronteerd met zichzelf en de kapotte tijd. In Mijn kleine oorlog houdt Boon deze kleine man een spiegel voor en wil hij zo het burgerlijke realisme doorbreken. Door middel van provocatie, wenst hij het goede aan te wakkeren. Hij wil ze allemaal EEN GEWETEN SCHOPPEN.
Deze provocatie vindt vooral plaats in het eerste en laatste hoofdstuk, waar de gevestigde orde, zoals de (kerkelijke) machthebbers, maar ook de domme burgerman, worden aangeklaagd. De verteller stelt de domme burgerman voor als een klein vertrapte, gehoonde man. De man die de God van goud en rijkdom aanbidt en te bang is om op te staan tegen het kwaad en "kus mijn klooten te schreeuwen" tegen de machtige ministers en koningen. Ook de dichters en schrijvers die hun gat schoonmaken met de schaamdoek van Jezus Christus en de ministers steunen, blijven niet gespaard. Net zoals hun werk, dat ze enkel voor zichzelf hebben geschreven om niet gek te worden, maar net zo vernietigend en misplaatst als de oorlog zelf is.

## Stijl en taal
Mijn Kleine Oorlog werd geschreven in gedreven tempo, wat kan worden opgemerkt aan de vele lange, nevengeschikte zinnen die amper interpunctie bevatten. Boon gebruikt dan ook een emotionele en expressieve stijl en dat wekt de illusie op alsof zijn kronieken op papier werden gezet "als hartenkreet of vanuit de buik". Die kronieken zijn kort en knallend en doen denken aan het ritme van krantenbijdragen. Boon gebruikt voor zijn boek de volkstaal in haar zuivere en agressieve werking en dat leidt tot "ronduit avant-gardistisch proza, dat hijgt, kreunt, schreeuwt, huilt". Een kroniek waar die agressieve toon sterk naar voren komt, is 'Het boek over den Oorlog' waar Boon gebruik maakt van overspannen beeldspraak en visionaire pathos.
In de eerste versie van Mijn Kleine Oorlog stonden veel ongepaste opmerkingen, onder andere over seks en de clerus. Boon heeft die opmerkingen eruit gehaald voor de tweede versie, hij heeft dus als het ware zijn boek "gekuist". Dat Boon nogal brutaal schrijft, beaamt ook Willem Elsschot, die een inleiding schreef voor Mijn Kleine Oorlog: "Zijn stijl is ruw, brutaal, ongeschoold, soms plat, maar dat alles is bewust en gewild, met goede, ja met edele bedoelingen. Want Boon is een idealist, hoe eigenaardig en onburgerlijk de uiting van zijn idealisme ook zijn mag. Hij ziet zo veel onrecht, verdrukking, lafheid en kleinzieligheid om zich heen dat hij niet weet waar hij beginnen moet. Het is als vreesde hij dood te gaan vóór dat hij zijn gal heeft uitgespuwd, vóór dat hij de laatste van die duizenden larven heeft doodgetrapt".

## Context en ontstaansgeschiedenis
Mijn kleine oorlog ontstond toevallig. Boons oorlogsaantekeningen tijdens de Tweede Wereldoorlog, "een inventaris van de, al met al, kleine zonden waaraan zijn medeburgers en hijzelf zich in de oorlogstijd te buiten gingen," dienden eigenlijk als voorbereiding voor zijn Oorlogsbijbel. In opdracht van Paul-Gustave Van Hecke, hoofdredacteur van uitgeverij Manteau, werkte Boon de aantekeningen uit en werden de meer dan 25 kroniekjes geplaatst in het tijdschrift Zondagspost, een onafhankelijk weekblad voor politiek en cultuur. De eerste aflevering van Mijn kleine oorlog, Rode nacht, stond eind december 1944 in het Kerstnummer van Zondagpost. De laatste aflevering verscheen in augustus 1945. Vanwege financiële redenen is Mijn kleine oorlog een journalistiek gelegenheidswerk, in plaats van een literair werk. Het prijzengeld van de Leo J. Krynprijs dat Boon in 1942 won met zijn roman De voorstad groeit, was bijna op, en zijn werk als schilder en klusjesman bracht te weinig geld in het laatje.
In 1945 besluit Boon zijn kroniekjes te bundelen en uit te geven onder de naam Mijn kleine oorlog. De originele volgorde verandert, Het boek over den oorlog doopt Boon om tot inleiding en Self-defense tot slot. Daarnaast laat hij de aflevering Weerzien van Oostende achterwege. Een ander hoofdstuk knipt Boon in stukken en wordt samen met de overige onuitgewerkte aantekeningen toegevoegd als cursief bij de kroniekjes die het beste overeenkomen. Een aanzienlijk gedeelte van deze cursiefjes karakteriseert de felle visie van Boon die hij ontwikkelt tussen mei en september 1945. Hoewel Boons opdracht voor Zondagspost luidt om wekelijks een kroniek te schrijven over de oorlog, is het de vraag of het boek Mijn kleine oorlog wel een oorlogskroniek is. Het boek krijgt namelijk geen genreaanduiding mee en wordt dus niet als oorlogskroniek voorgesteld tijdens publicatie.
Voor de eerste druk van Mijn kleine oorlog kiest Boon bewust voor de provocatie van de lezer, omdat hij ze "de waarheid in het gelaat [wilde] slingeren". Deze provocatie wordt in de tweede druk in 1960 echter bijgeschaafd. Boon wilde een ruimer lezerspubliek bereiken en daarnaast was zijn visie inmiddels gematigder geworden. "Vanaf 1947 [brokkelde] bij auteur en lezer […] van lieverlee het toch al wankele vertrouwen in de veranderingsmogelijkheden af." Boon wilde de lezers niet langer choqueren. Door deze bijschaving zwakt de strijdbaarheid van Boons literatuuropvatting af. In de jaren ‘60 verandert echter de tijdsgeest, een jonge generatie komt in opstand tegen de gevestigde orde. De ‘oude Boon’ wordt als voorbeeld gezien, maar de herwerkte versie van Mijn kleine oorlog stuit op kritiek.

### Belangrijkste publicatiesMijn kleine oorlog
- 1e druk: Boon, L.P. (1947). Mijn kleine oorlog. Met een inleidend woord van Willem Elsschot. Brussel: uitgeverij Manteau.
- 2e druk, de Nederlandse, gefatsoeneerde editie: Boon, L.P. (1960). Mijn kleine oorlog. Brussel/Amsterdam: uitgeverij Manteau/ Querido. [Salamander-pocket].
- 4e druk: Boon, L.P. (1968). Mijn kleine oorlog. Amsterdam: uitgeverij Querido. [Salamander-pocket].
- 7e druk: Boon, L.P. (1986). Mijn kleine oorlog. Met een inleidend woord van Willem Elsschot en een nawoord van Bert Vanheste. Amsterdam: uitgeverij Querido.

### Verzameld werk
- Boon, L.P. (1978) Mijn kleine oorlog. In: Louis Paul Boon, Het vroege werk. De voorstad groeit. Abel Gholaerts. Vergeten straat. Mijn kleine oorlog. Amsterdam: uitgeverij Querido.
- Boon, L.P., Humbeeck, K. (ed.) et al. (2005). De atoombom en het mannetje met den bolhoed / Mijn kleine oorlog. Amsterdam: De Uitgeverspers.

## Waardering
Wanneer Boon in 1947 de eerste versie van Mijn Kleine Oorlog publiceert, wordt de roman druk besproken in literaire kringen. Verschillende tijdschriften en kranten in Vlaanderen en Nederland besteden aandacht aan het werk, maar doen dat op een erg verschillende manier.
De kritieken die in Vlaanderen over Mijn Kleine Oorlog verschijnen, illustreren de langzame verzuiling van de pers na de oorlog. De conservatieve en katholieke dag- en weekbladen reageren voornamelijk negatief op Boons roman, en verwerpen het om esthetische en morele redenen. Verschillende traditionele critici struikelen over het weinig verbloemende taalgebruik en ergeren zich aan de pessimistische levensvisie die ze in de roman menen te lezen. Een anonieme recensent die voor Het Nieuwsblad schrijft, meent dat de roman "literair van geener waarde is (…) en tot de verboden lectuur moet worden gerekend." Die negatieve kritiek heeft verregaande gevolgen voor de verkoop van de roman. Het Lectuurrepertorium neemt het werk op in haar lijst van Streng Voorbehouden Lectuur. De meerderheid van de Vlaamse boekhandelaars en bibliothecarissen is katholiek en kan vanaf dan best het naslagwerk van jezuïet Joris Baers raadplegen alvorens te besluiten het boek aan te schaffen.
Het flamingantische en conservatieve milieu in Vlaanderen reageert in het algemeen erg negatief op Mijn Kleine Oorlog. Daarmee vormen hun recensies een scherp contrast met de vrijzinnige recensenten die voor de socialistische en liberale pers pennen. Zij beschouwen Boon vaak als een beloftevolle, vernieuwende schrijver en waarderen Mijn Kleine Oorlog echt. Niet alleen de uiterst linkse bladen als De Roode Vaan, waarvoor Boon zelf pende, reageerden positief. Ook Jan Schepens van het literair hoogstaande tijdschrift De Vlaamse Gids wil de kans dat de lezer Mijn Kleine Oorlog links laat liggen, minimaliseren: "LEES HET," bloklettert hij in zijn stuk. Enkele vrijzinnige critici zijn zich ook bewust van het contrast dat hun stukken vormen met de literaire kritieken uit conservatieve hoek. Maarten Thijs verwijt de burgerlijke en behoudsgezinde critici dat ze alles aan hun absolute en klassieke ideologieën aftoetsen. Verschillende literatuurhistorici beschouwen Mijn Kleine Oorlog als de overgang van de traditionele naar de modernistische literatuur, zo noemt Jean Weisgerber het werk een van de eerste modernistische romans in de Vlaamse literatuur.
In Nederland toont de verzuiling van de pers zich minder, waardoor de recensies minder polemisch zijn. Nice Oosterbeek, recensent bij De Nieuwe Courant, vreest wel dat de Nederlandse lezer zich, meer dan het Vlaamse publiek, zal ergeren aan de vloeken en ‘vieze woorden’ die in de roman gebruikt worden.
Vandaag is Mijn kleine oorlog een van Boons meest bestudeerde werken, verschillende academici zien het werk als de markering van de overgang van de traditionele naar de modernistische literatuur in Vlaanderen. Daarnaast had de roman ook invloed op de latere generaties schrijvers als Ivo Michiels, Sybren Polet en Paul De Wispelaere.

## Vertalingen
De eerste vertaling van Mijn Kleine Oorlog verschijnt in 1976 in Zweden en is van de hand van Sonja Berg Pleijil. Na Zweden wordt de roman eerst nog vertaald naar het Russisch en Portugees alvorens er anderstalige versies in Belgische buurlanden verschijnen. Op de Franse vertaling is het wachten tot 1986 en een Duitstalige versie verschijnt pas in 1988. De eerste Engelstalige vertaling van Mijn Kleine Oorlog verschijnt in 2010 bij uitgeverij Dalkey Archive Press. Vertaler Paul Vincent krijgt voor My Little War de Vondel Prize 2011, een prijs die uitgereikt wordt aan de beste boekvertaling in het Engels van een Nederlandstalig letterkundig of cultuurhistorisch werk.
Wat volgt is een overzicht van de bestaande vertalingen van Boons Mijn Kleine Oorlog.
|                | Titel                  | Vertaler(s)                                             | Plaats van uitgave  | Uitgeverij               | Publicatiedatum |
| -------------- | ---------------------- | ------------------------------------------------------- | ------------------- | ------------------------ | --------------- |
| Zweeds         | Mitt lilla krig        | Sonja Berg Pleijel                                      | Stockholm           | Forum                    | 1976            |
| Portugees      | A minha pequena guerra | Júlio Marten Willem de Jong                             | Lissabon            | Dom Quixote              | 1979            |
| Russisch       | [Izbrannoe]            | E. Makarova, Ju. Sidorin, L. Seckova, S. Belokrinickaja | Moskou              | Progress                 | 1980            |
| Frans          | Ma petite guerre       | Marie Hooghe                                            | Parijs & Brussel    | La Longue Vue            | 1986            |
| Duits          | Mein kleiner Krieg     | Helmut Müller, Jan Vandenbroeke                         | Ravensburg          | Peter Selinka            | 1988            |
| Servokroatisch | Moj mali rat           | Ivana Šćepanović                                        | Novi Sad            | Prometej                 | 2001            |
| Engels         | My little war          | Paul Vincent                                            | Londen              | Dalkey Archive Press     | 2010            |
| Duits          | Mein kleiner Krieg     | Helmut Müller, Jan Vandenbroeke                         | Berlijn             | Alexander Verlag         | 2012            |
| Tamil          | [(Mijn kleine oorlog)] | Bernard Chandra                                         | Nagercoil           | Kalachuvadu Publications | 2015            |
| Fries          | Myn lytse oarloch      | Jacobus Quiryn Smink                                    | Loenen aan de Vecht | Hispel                   | 2022            |

## Adaptaties
Mijn Kleine Oorlog oefent sinds zijn publicatie een grote invloed uit op het culturele veld in België. Met name de Vlaamse theaterscène kent verschillende adaptaties van Boons roman. In 1985 is het Commyn Theater De Bron uit Aalst het eerste gezelschap dat zich aan een theateradaptatie van Mijn Kleine Oorlog waagt. De tekst wordt bewerkt door Rudy de Sutter en Winnie Enghien. Greta Van Langendonck verzorgt de regie van de voorstelling.
In 2007 en 2008 trekken Tine Ruysschaert en Jo Decaluwe ook langs Vlaamse schouwburgen en scholen. Het duo bewerkt de roman en brengt die op de scène zonder inmenging van een regisseur.
Enkele jaren later, in 2013, vormt Mijn Kleine Oorlog de basis voor een theatermonoloog door Valentijn Dhaenens bij SKaGeN. De Kleine Oorlog is de tweede voorstelling uit een tweeluik rond de kracht en de gevolgen van retoriek. Met de voorstelling, het vervolg op DegrotemonD, tonen Dhaenens en SKaGeN het theatrale potentieel van Boons roman buiten de landsgrenzen. De Kleine Oorlog trekt onder meer langs zalen in Schotland, Noord-Amerika en Japan.
De impact van Mijn Kleine Oorlog op de Vlaamse kunsten en culturele scène blijft niet beperkt tot vrij letterlijke theaterbewerkingen van de roman. In november 2002 brengen auteurs Tom Lanoye en Ivo Michiels een eenmalig totaalprogramma in de Lakenhallen van Ieper, getiteld Ge schrijft uw kleine oorlog. Tijdens de avond geven 7 literatuurwetenschappers lezingen over de relatie tussen oorlog en literatuur, vervolgens lezen Lanoye en Michiels voor uit eigen en andermans werk. Zowel Mijn Kleine Oorlog als Boons andere oorlogsroman, De Kapellekensbaan, komen aan bod.
In 2018 brengt oorlogsreporter Rudi Vranckx, voornamelijk werkzaam bij de Vlaamse Radio en Televisie, zijn memoires uit onder de titel Mijn kleine oorlog: dertig jaar aan het front. In het werk heeft hij het over zijn ervaringen als individu binnen de verschillende oorlogen waarover hij verslag uitbrengt.

## Trivia
De aangesproken persoon van de kroniek Brief aan mijn vriend de schilder is Boons vriend Maurice Roggeman die met zijn naam Morriske of Morris ook in enkele cursiefjes voorkomt.

### Primaire bronnen
- Humbeeck, K. et al. (ed.) (2005). De atoombom en het mannetje met den bolhoed / Mijn Kleine Oorlog. Amsterdam: De Arbeiderspers.

### Secundaire bronnen
- Boves, T., Janssen Reinen, M., Muyres, J., & Vanheste, B. (Red.). (1985). Mijn kleine oorlog. Veertig jaar later. Molenhoek: Iambe.
- Brems, H. (2006). Altijd weer vogels die nesten beginnen. Geschiedenis van de Nederlandse literatuur, 1945-2005. Amsterdam: Bert Bakker.
- Bruinsma, E. (1998). Louis Paul Boon en het modernisme in Vlaanderen. Heerenveen: Brouwer & Wielsma.
- De Wispelaere, P. (1987). Boon als gefrustreerde Pygmalion. In De broek van Sartre en andere essays. (9-48). Schoten: Hadewijch.
- De Wispelaere, P. (2006). Commentaar bij “Mijn kleine oorlog”: functie van de humor, de metaverteller en de lezer. Boelvaar poef, 6 (2), 63-72.
- Holthof, M. (2002) Groot schoon woelig juist. De Tijd. 18 december. Geraadpleegd op 25 oktober 2018. http://zoeken.bibliotheek.be/?itemid=%7Clibrary%2Fmarc%2Fvlacc%7C1255542
- Humbeeck, K. (1999). Boon en de komst van de trein. In: Louis-Paul Boonkring. Spoor de mensen een geweten. Het ‘averechts’ boemeltje van Boon. (11-21). Berchem: EPO.
- Humbeeck, K. (2002). Een kramp van walg en cynische spot, brutaal geuit, decadent. In: Boon, L.P. Mijn kleine oorlog (301-440). Amsterdam: Querido.
- Humbeeck, K. (2005). Nawoord: Jazz, ziel van onzen kapotten tijd. In L. P. Boon & K. Humbeeck (ed.) et al. De atoombom en het mannetje met den bolhoed / Mijn kleine oorlog. (125-150). Amsterdam: De Uitgeverspers.
- Kruithof, J.. (1977). “Mijn kleine oorlog” van Louis Paul Boon. Avantgarde?!, 27-30.
- Libaut, L. (1980). Met “Mijn kleine oorlog” op het kruispunt van twee tradities. Spiegel der Letteren, 2(22), 103–122.
- Muyres, J. (1997). De zee, de wouden en God…? Dan toch liever de houtzagerij van Gust van Neste. In: Joosten, J. en Muyres, J (red.). Dromen en geruchten. Opstellen over Boon en Claus, aangeboden aan Bert Vanheste. (33-55). Nijmegen: Vantilt.
- Muyres, J. (1999). Louis Paul Boon. Het vergeefse van de droom. Antwerp: Kritak.
- Peeters, K. (2002). De grote kleine schrijver. Boelvaar poef, 2, p. 43-52.
- Staals, G. (2007). Frontjournalist: berichten over Mijn kleine oorlog. Boelvaar poef, 6 (2), 69-79
- Tavernier, R. (1965). Boon en de maatschappij: enkele aspecten. In: Komma (Red.). Louis-Paul Boon. (76-105). 's-Gravenhage: Nijgh en Van Ditmar.
- Vanheste, B. (1985). Paul-Gustave van Hecke als mede-schepper van ‘Mijn kleine oorlog’. Over het ontstaan van Louis Paul Boons oorlogskroniek. Maatstaf, 33, 2-10. Geraadpleegd op 24 oktober van https://www.dbnl.org/tekst/_maa003198501_01/_maa003198501_01_0013.php
- Vanheste, B. (1989). Want uw vijand wie is dat? mijn kleine oorlog: Louis Paul Boon als ongelovige dromer. Amsterdam: Querido.
- Verhuyck L. en Jochems T. (1972). Louis Paul Boon. Brugge: Orion.
- Weisgerber, J. (1965). Experimenteren met de roman. In: Komma (Red.). Louis-Paul Boon. (22-34). 's-Gravenhage: Nijgh en Van Ditmar.

### Online bronnen
- Holthof, M. (2002) Groot schoon woelig juist. De Tijd. 18 december. Geraadpleegd op 25 oktober. http://zoeken.bibliotheek.be/?itemid=%7Clibrary%2Fmarc%2Fvlacc%7C1255542
- Vanheste, B. (1985). Paul-Gustave van Hecke als mede-schepper van ‘Mijn kleine oorlog’. Over het ontstaan van Louis Paul Boons oorlogskroniek. Maatstaf, 33, 2-10. Geraadpleegd op 24 oktober van https://www.dbnl.org/tekst/_maa003198501_01/_maa003198501_01_0013.php
- Vanheste, B. (1989). Want uw vijand wie is dat? mijn kleine oorlog: Louis Paul Boon als ongelovige dromer. Amsterdam: Querido. https://dbnl.org/tekst/vanh008want01_01/index.php
- Van der Speeten, G. (2013). ‘We lijken in onze oorlogszucht niet te evolueren’. De Standaard. 16 november. Geraadpleegd op 9 november van https://www.standaard.be/cnt/dmf20131113_00837432
- Vertalingendatabase Nederlands Letterenfonds. Geraadpleegd op 1 november van https://letterenfonds.secure.force.com/vertalingendatabase/zoeken?type=auteurs&query=Louis%20Paul%20Boon&id=a08b00000003v1PAAQ
- Database Kunstenpunt. Geraadpleegd op 1 november van https://web.archive.org/web/20190502201328/http://data.kunsten.be/